# Puerto de Muuga
El Puerto de Muuga (en estonio: Muuga sadam) es el mayor puerto de carga en Estonia, ubicado en la costa sur del Golfo de Finlandia, a 13 km al noreste de la capital, Tallin, en Maardu. El puerto es administrado por el "puerto de Tallin", la autoridad portuaria más grande de Estonia. Muuga es uno de los pocos puertos libres de hielo en Europa septentrional y entre los puertos más profundos (hasta 18 m) y más modernos de la región del Mar Báltico. El volumen de carga manejado esta en torno al 80% del volumen total de carga del puerto de Tallin y aproximadamente el 90% del volumen de la carga en tránsito que pasa por Estonia. Casi 3/4 de la carga embarcada en Muuga incluye petróleo crudo y productos derivados del petróleo, pero el puerto también sirve para mercancías secas (principalmente fertilizantes, granos y carbón) y otros tipos de carga. El tráfico de carga habitual en el puerto es de aproximadamente 20 a 30 mil. toneladas.